# Esophyllas
Esophyllas là một chi nhện trong họ Linyphiidae.